# Псалом 81
Псалом 81 (у масоретській нумерації — 82) — вісімдесят перший псалом у біблійній Книзі псалмів із заголовком «Псалом Асафа». У грецькій версії Біблії Септуагінта та в її перекладі з латини Вульгаті цей псалом має такий самий порядковий номер.

## Тлумачення
Основною проблемою псалма є питання, хто мається на увазі під «богами» і «синами Всевишнього». Можливими відповідями є наступні: «богами» є:
- боги у прямому розумінні цього слова
- князі язичників
- князі Ізраїля (іронічно «князі язичників»).

## Текст
| Вірш | Гебрейська мова                                        | Давньогрецька мова (Септуаґінта)                                                           | Латинська мова (Вульгата)                                                                 | Українська мова (Переклад Хоменка)                                                 |
| ---- | ------------------------------------------------------ | ------------------------------------------------------------------------------------------ | ----------------------------------------------------------------------------------------- | ---------------------------------------------------------------------------------- |
| 1    | מִזְמוֹר, לְאָסָף: אֱלֹהִים, נִצָּב בַּעֲדַת-אֵל; בְּקֶרֶב אֱלֹהִים יִשְׁפֹּט       | Ψαλμὸς τῷ Ασαφ. ῾Ο θεὸς ἔστη ἐν συναγωγῇ θεῶν, ἐν μέσῳ δὲ θεοὺς διακρίνει                  | Psalmus Asaph. [Deus stetit in synagoga deorum; in medio autem deos dijudicat.            | Псалом. Асафа. Бог стоїть серед Божої громади, серед богів він судить:             |
| 2    | עַד-מָתַי תִּשְׁפְּטוּ-עָוֶל; וּפְנֵי רְשָׁעִים, תִּשְׂאוּ-סֶלָה                 | ῞Εως πότε κρίνετε ἀδικίαν καὶ πρόσωπα ἁμαρτωλῶν λαμβάνετε; διάψαλμα.                       | Usquequo judicatis iniquitatem, et facies peccatorum sumitis?                             | «Докіль судитимете не по правді й потуратимете безбожникам?                        |
| 3    | שִׁפְטוּ-דַל וְיָתוֹם; עָנִי וָרָשׁ הַצְדִּיקוּ                          | κρίνατε ὀρφανὸν καὶ πτωχόν, ταπεινὸν καὶ πένητα δικαιώσατε·                                | Judicate egeno et pupillo; humilem et pauperem justificate.                               | Судіть по правді бідного й сиротину, визнайте правду вбогому й бідоласі.           |
| 4    | פַּלְּטוּ-דַל וְאֶבְיוֹן; מִיַּד רְשָׁעִים הַצִּילוּ                        | ἐξέλεσθε πένητα καὶ πτωχόν, ἐκ χειρὸς ἁμαρτωλοῦ ῥύσασθε.                                   | Eripite pauperem, et egenum de manu peccatoris liberate.                                  | Визвольте бідного й сіромаху, з руки грішників порятуйте!»                         |
| 5    | לֹא יָדְעוּ, וְלֹא יָבִינוּ-- בַּחֲשֵׁכָה יִתְהַלָּכוּ; יִמּוֹטוּ, כָּל-מוֹסְדֵי אָרֶץ | οὐκ ἔγνωσαν οὐδὲ συνῆκαν, ἐν σκότει διαπορεύονται· σαλευθήσονται πάντα τὰ θεμέλια τῆς γῆς. | Nescierunt, neque intellexerunt; in tenebris ambulant: movebuntur omnia fundamenta terræ. | Вони не знають, вони не розуміють, у темряві блукають; хитаються усі землі основи. |
| 6    | אֲנִי-אָמַרְתִּי, אֱלֹהִים אַתֶּם; וּבְנֵי עֶלְיוֹן כֻּלְּכֶם                  | ἐγὼ εἶπα Θεοί ἐστε καὶ υἱοὶ ὑψίστου πάντες·                                                | Ego dixi: Dii estis, et filii Excelsi omnes.                                              | Я мовив: «Ви — боги й сини Всевишнього усі ви.                                     |
| 7    | אָכֵן, כְּאָדָם תְּמוּתוּן; וּכְאַחַד הַשָּׂרִים תִּפֹּלוּ                     | ὑμεῖς δὲ ὡς ἄνθρωποι ἀποθνῄσκετε καὶ ὡς εἷς τῶν ἀρχόντων πίπτετε.                          | Vos autem sicut homines moriemini, et sicut unus de principibus cadetis.                  | Однак, помрете, як усі люди, і впадете, як кожний князь».                          |
| 8    | קוּמָה אֱלֹהִים, שָׁפְטָה הָאָרֶץ: כִּי-אַתָּה תִנְחַל, בְּכָל-הַגּוֹיִם          | ἀνάστα, ὁ θεός, κρῖνον τὴν γῆν, ὅτι σὺ κατακληρονομήσεις ἐν πᾶσιν τοῖς ἔθνεσιν.            | Surge, Deus, judica terram, quoniam tu hæreditabis in omnibus gentibus.]                  | Устань, Боже, судити землю, бо ти народами усіма володієш.                         |

## Використання

### Юдаїзм
- Псалом 81 — псалом дня на Шір Шел Йом у вівторок.[7]
- Його читають на свято Гошані Раба.[8]
- Вірш 1 є частиною Мішна Талмуда 7: 4[9] і міститься у третьому розділі «Піркея Авота» (пунк 7).[10]

### Християнство

#### Новий Завіт
- Ісус цитує вірш 6 у Івана 10:34:[11] Я мовив: «Ви — боги». Ісус використовує цей текст, щоб підтвердити, що він не богохулить, коли називає себе Сином Божим. Друга частина вірша 6: «сини Всевишнього усі ви» не фігурує у тексті, який цитує Іван Євангеліст.

#### Католицька церква
В абатствах цей псалом традиційно виконувався під час ранкової служби в четвер, після того, як приблизно у 530 році святий Бенедикт Нурсійський упорядкував усі псалми у єдиний статут.
На Літургії годин псалом 81 співається або читається на обідніх відправах у понеділок четвертого тижня.

#### Східний обряд
Вірші з псалма співаються замість «Алилуя» під час літургії у Велику суботу.

## Кіноіндустрія
Шостий вірш псалма надихнув на назву фільму «Про людей і богів» (фр. Des hommes et des dieux) французького режисера Ксав'є Бовуа. Фільм вийшов на екрани в 2010 році й описує життя монахів-траппістів у Тібіріне.

## Використання в музиці
У 1690 році Мішель-Рішар Делаланд написав мотет на основі цього псалма (S.30), який, на жаль, не зберігся до нашого часу.